# بروتون (ميلتون كينس)
بروتون، ميلتون كينس (باكينجهامشير) (بالإنجليزية: Broughton, Milton Keynes)‏ هي قرية و أبرشية مدنية تقع في المملكة المتحدة في إنجلترا.  يقدر عدد سكانها بـ 2,493 نسمة .